# Conus vittatus
Conus vittatus är en snäckart som beskrevs av Hwass In Bruguiere 1792. Conus vittatus ingår i släktet Conus och familjen kägelsnäckor. Inga underarter finns listade i Catalogue of Life.

## Bildgalleri

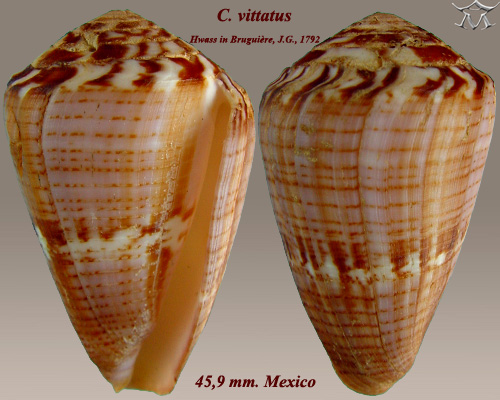
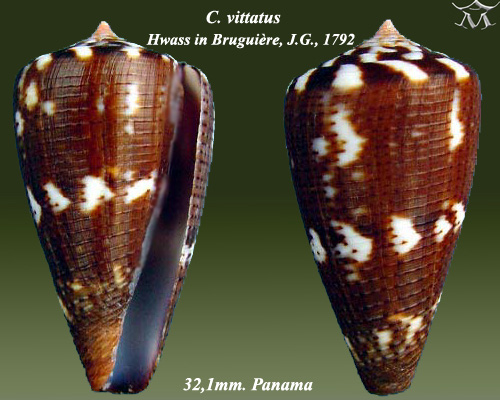